# Магия любви
Магия любви (оригинальное название: Aunque me Cueste la Vida, в переводе с исп. означает "даже если это будет стоить мне жизни") — венесуэльская теленовелла, созданная Сальвадором Гармендией, Мартином Ханом и представлена телерадиокомпанией RCTV в 1998 году. Телесериал состоит из 126 серий и представлен компанией RCTV International.
Роксана Диас и Карлос Монтилья сыграли роль главных протагонистов, а Франклин Виргес, Джули Рестифо и Катрин Коррейя — главных антагонистов.
События сериала происходят в вымышленном венесуэльском приморском городке Сан-Хосе.
История начинается 20 лет назад, когда Теофило Ларрасабаль бросает свою невесту Бельхику Мичелену и её сына Висенте, решив жениться на другой женщине. Проходят годы, и у него вырастают две красивые дочери — Тереса и Хулия. Однако, Бельхика не навсегда исчезла из его жизни — все эти годы она вынашивала план мести. Спустя 20 лет она возвращается с двумя своими сыновьями — Висенте и Педро Армандо. Она рассчитывает, что они влюбят в себя дочерей Теофило, женятся и завладеют деньгами их семьи. Но не всё идёт по плану: и Тереса, и Хулия влюбляются в Висенте, Педро Армандо — в Хулию.

## Сюжет

### Предыстория
События, повлекшие за собой развитие сюжетной линии сериала, начались за 20 лет до его начала. Они раскрываются не сразу и становятся известными зрителю и персонажам постепенно.
Теофило Ларрасабаль, рабочий лесопилки, пребывал в любовных отношениях с Бельхикой Мичеленой, у которой был семилетний сын Висенте. А из Испании возвратилась Мартирио Конде, дочь владельца лесопилки, с четырёхлетней внебрачной дочерью Тересой от её возлюбленного Хуана Пабло.
Отец Мартирио принял решения выдать её за Теофило, и тот согласился на это из-за денег. Когда Бельхика собралась сообщить ему, что беременна, он, не выслушав её, избил и выгнал из города. Бельхика чуть не потеряла ребёнка, но всё же родила сына, назвав его Педро Армандо. Все эти годы она вынашивала план мести семье Ларрасабаль, скрывая правду о том, кто отец её второго сына.
Мартирио, уже будучи замужем, забеременела от Хуана Пабло второй раз. Чтобы избавиться от неё, Теофило закрыл её в сумасшедшем доме, но, когда родилась вторая дочь, Хулия, признал её своей. Хулия была больна, и Мартирио, думая, что она может не выжить, завещала всё имущество Тересе. В права на наследство она должна была вступить после замужества.
Мартирио, чувствуя угрозу своей жизни, сбежала на Канары. Теофило возглавил лесопилку и после исчезновения жены объявил её мёртвой, и воспитывал её дочерей как родных.
В доме Ларрасабалей поселилась и Бланка, подруга Мартирио. Она ждала ребёнка от молодого адвоката Барасанте. Того интересовала лишь карьера, и, узнав о беременности Бланки, он бросил её. Когда Бланка родила, ей сказали, что ребёнок родился мёртвым. Мальчика же взяли на усыновление приёмные родители, дав ему имя Полонио. Когда он подрос, то стал работать в доме Ларрасабалей рядом с Бланкой, но ни он, ни она не знали, что они мать и сын.

### Развитие событий
Бельхика с сыновьями Висенте и Педро Армандо возвращается в Сан-Хосе. По её плану сыновья должны были женить на себе дочерей Мартирио, а потом бросить, и также помочь ей разорить Теофило. Педро Армандо предназначалось жениться на Тересе, а Висенте – на Хулии.
Но уже в самом начале всё пошло не по плану. Висенте влюбляется в Тересу и отказывается помогать матери в её плане, начав работать врачом в местной клинике. Тереса и Хулия обе влюбляются в Висенте, из-за чего между ними вспыхивает вражда и разлад.
Педро Армандо под вымышленной фамилией Реверон устраивается работать на лесопилку, скрывая правду о своём происхождении и рассказывая, что вырос в приюте. По легенде также у него есть сестра Вирхиния, которая на самом деле является сестрой Элиды, секретарши Бельхики. Он втирается в доверие Теофило, и тот назначает его управляющим. Бывший управляющий Эваристо протестует против этого назначения. Он не доверяет Педро Армандо и часто вступает с ним в конфликт.
Так как любовь Висенте и Тересы оказалась взаимной, между ними завязываются отношения. Хулия же хочет любой ценой женить Висенте на себе. Она сближается с Педро Армандо. Вместе они договариваются, что Педро поможет ей завоевать Висенте. Они проводят вместе ночь в лесном домике. Когда же туда пришёл Висенте, все подумали, что именно он переспал с Хулией.
Теофило, не смотря на планы Бельхики, делает шаги к примирению с ней. Городом пошли слухи, что он намерен сделать Бельхике предложение, и она сама в них поверила. Однако, пригласив Бельхику и Висенте на приём в свой дом, он делает предложение Бланке, что Бельхика восприняла как унижение и крушение её плана. На том же приёме Теофило объявляет о намерении выдать Тересу замуж за адвоката Эдмундо Берветиа.
С помощью Изауры, служанки в доме Ларрасабалей, Бельхике удаётся подстроить всё так, что Теофило застал Полонио в постели Бланки. Думая, что она ему изменила, он разрывает помолвку.
Висенте и Тереса, не смотря на протесты родителей и Хулии, решают пожениться. Поскольку Тересе после замужества должно было перейти состояние её матери, Теофило категорически против этого замужества, так как не хочет, чтобы наследство попало в руки Бельхики. Бельхика также выступила против, поскольку это расходится с её планом мести.
Теофило вступает с Бельхикой в сговор. Взамен на помощь в срыве этой свадьбы он передаёт ей 20 % акций лесопилки. По их указке в день, когда Висенте должен был расписаться с Тересой, его арестовывает полиция и фабрикует против него дело о поджоге лесопилки. Тересе же Бельхика рассказывает, что Висенте бросил её, что участвовал в её плане мести, а также что Педро Армандо брат Висенте.
Приняв всё на веру, Тереса соглашается выйти за Эдмундо. Этому решению также способствует то, что Хулия после ночи с Педро Армандо оказалась беременна и всем сказала, что ребёнок от Висенте. В день свадьбы Висенте выпускают из тюрьмы, однако он не смог ей помешать, и Тереса стала женой Эдмундо, но, по-прежнему любя Висенте, отказывает мужу в близости.
В отместку за это Висенте жениться на Хулии и соглашается признать её ребёнка своим, переехав в дом Ларрасабалей. Педро Армандо понял, что любит Хулию. Расстроенный её замужеством, он ищет утешения с влюблённой в него Элидой.
Бельхика застаёт Элиду в постели Педро Армандо и жестоко её наказывает. Этого ей показалось мало. Она приказывает испортить тормоза её машины, чтобы избавиться от неё. Элида попадает в аварию. Она выживает, но выходит из больницы в тяжёлом состоянии, в инвалидном кресле. До самого её выздоровления Бельхика мучит Элиду, вымещая на ней зло, и подстраивает с ней несчастные случит.
Тереса с Эдмундо уехали проводить медовый месяц в доме в горах, где часто проводила время Мартирио. Там Тереса обнаружила письма своей матери, узнав из них, что Теофило ей не родной отец.
Педро Армандо тем временем ворует на лесопилке древесину, используя хитрость и суеверия рабочих. Бельхика на деньги, вырученные с продажи этой древесины, с помощью тайно работающего на неё Эдмундо скупает ещё 35 % акций лесопилки, и в её руках оказывается контрольный пакет.
Вернувшись домой, Тереса ссорится с Теофило из-за того, что той ей всю жизнь врал. Висенте же становится генеральным директором лесопилки. Он работает вместе с Тересой, и это постепенно их снова сближает, но Тереса не готова возобновить отношения, так как она замужем, а он женат. Эдмундо из-за ревности постоянно конфликтует с Висенте. Бельхика же старается подстроить разные ситуации, чтобы выставить Тересу в глазах сына и деловых партнёров непригодной для ведения этого бизнеса.
После потери контроля над лесопилкой и ссоры с дочерью Теофило запил и в пьяном состоянии избил Бланку. После этого она решила покинуть дом. Люди Бельхики похищают её и закрывают в сарае. Там между ними состоялся последний разговор, после чего Бельхика застрелила Бланку.
С уходом Бланки запой Теофило усилился. По указанию Бельхики его соблазняет Изаура и водит в казино. Владельцы заведения, подкупленные Эдмундо, специально подстраивают всё так, чтобы он там выигрывал большие деньги и, таким образом, вошёл в азарт.
В предвкушении удачи Теофило, пользуясь доверенностью от Тересы по распоряжению её имуществом, ставит на кон оставшиеся в её собственности акции лесопилки и проигрывает их турку Ибрагиму. Эдмундо выкупает у Ибрагима акции, надеясь таким образом спасти трещащий по швам брак с Тересой.
Висенте едет в Нью-Йорк, чтобы получить кредит для лесопилки. Тересу же ночью похищает человек в маске, оставив в комнате напечатанное от её имени письмо, в котором говорится, что она уехала, дабы побыть одной. Похититель привёз Тересу в горный дом её матери. Позже в том же доме оказался и Висенте. Он признаётся, что лично заказал это похищение. Там влюблённые вместе проводят ночь и решают возобновить отношения
Эдмундо тем временем выясняет, что Висенте в отеле Нью-Йорка так и не появился. Он заподозрил, что они с Тересой вместе, и в приступе ревности подался на их поиски с целью убить своего соперника. С той же целью на поиски подался Педро Армандо, ревнуя Хулию к брату.
Теофило, надеясь отыграться, ставит на кон дом и вновь проигрывает Ибрагиму. Бельхика перекупает дом у турка. По её приказу Педро Армандо выселяет Ларрасабалей с прислугой из дома. Хулии как жене Висенте Бельхика разрешила остаться. Вернувшись домой, Тереса ругается с Бельхикой. В результате этой ссоры Хулия узнаёт, что Тереса была с Висенте, падает с лестницы, и её доставляют в больницу.
Теофило с прислугой селится у своей сестры Порсии. Изауру обвиняют в том, что в разорении виновата она, так как отвела Теофило в казино. Чтобы ей разрешили поселиться вместе с ними, она признаётся, что является дочерью их брата Августино.
Разорённый Теофило является пьяным на праздник открытия отеля. Бельхика забирает его на ночь к себе. Утром она предлагает ему продаться ей, как когда-то он продался Мартирио, но Теофило отказывается и угрожает Бельхике, что убьёт её сыновей.
После отъезда Тересы из горного дома Висенте нашёл своего слугу убитым из огнестрельного оружия. Когда он наклонился к телу, убийца выстрелил ему в спину. Он долгое время пролежал на полу, потеряв много крови. Раненого обнаруживает отправившийся на его поиски Барасанте и доставляет в больницу.
Хулия и Висенте лежат в соседних палатах. Жизнь обоих находится под угрозой. Висенте потерял много крови и состояние его крайне тяжёлое, а Хулия потеряла ребёнка и нуждается в дорогостоящей операции. Теофило мирится с Тересой, обещает больше не пить и устраивается чернорабочим на лесопилку.
Тереса обращается за помощью к цыганке Кармен, сестре Эрмеса, возлюбленного её тёти. Кармен говорит, что может спасти жизнь Висенте, но после выздоровления он забудет и про неё, и про их любовь. Потом Кармен устраивается медсестрой в больницу и проводит в палате Висенте обряд, после чего ему становится лучше.
Эдмундо рассказывает любовнице, секретарше Анне Каролине, что стрелял в Висенте. Разговор подслушивает Полонио. Эдмундо требует у него рассказать, что он слышал, угрожая ему пистолетом. Полонио отбирает у него оружие, оставив на нём свои отпечатки. Эдмундо заворачивает пистолет в кулёк и прячет, чтобы в случае подозрения переложить на Полонио вину.
Педро Армандо во время ссоры с Бельхикой также говорит, что это он стрелял в Висенте, но заявляет, что не хотел убивать. Это тоже слышал Полонио и обо всём услышанном рассказал Ипполиту, хозяину отеля и бывшему полицейскому.
Следователь допрашивает обоих подозреваемых и выясняет, что калибр их пистолетов не совпадает с тем, из которого стрелял убийца. Подозрения падает на Теофило, так как он угрожал убить сыновей Бельхики. Кроме того, его отпечатки были обнаружены в том доме. Теофило арестовали.
Через три недели Висенте и Хулия выздоравливают. Они живут в доме Бельхики. Висенте проводит много времени с Кармен, совершенно забыв о Тересе. Ему внушают, что он любит Хулию, и что план мести Ларрасабалям был придуман им.
Тереса устроилась работать в отель и думает, как освободить отца из тюрьмы. По совету Ипполито она обращается к отцу Эдмундо, адвокату Диего, известному своей порядочностью. Тот обещает помочь и выясняет, что лесопилку и дом у Теофило отобрали нечестным путём, и в этом замешан его сын.
Элида и Вирхиния сбегают из дома Бельхики, захватив с собой её дневник. Они являются к Ипполито и Тересе, рассказав о всём, что там пережили. Ипполито потом убивают по приказу Бельхики.
Во время перевозки в центральную тюрьму Теофило похищают люди Бельхики, избивают и бросают в мусорной куче. Он бродяжничает и встречается с бывшим работником лесопилки Эваристо. От того он узнаёт, что Педро Армандо крал доски, приложив руку к разорению, и решает его убить. Эваристо и Теофило находят полицейские, но им удаётся избить преследователей и скрыться.
Кармен живёт в бывшем доме Ларрасабалей, который она купила у Бельхики. Ей служит Изаура. Когда она была одна, к ней являются беглецы. Изаура накормила их, дала переодеться и спрятала. К дому прибывает полиция и устраивает обыск. Они обнаруживают у Изауры пакет с одеждой беглецов и арестовывают её за укрывательство.
Теофило приходит в дом Порсии, где встречается с Тересой, и там прячется. Туда тоже приходит полиция с обыском, но обыск не дал результатов.
Не смотря на уговоры родных, он является на лесопилку и приставляет нож к горлу Педро Армандо, угрожая убить. Бельхика в отчаянии признаётся, что он его сын. Теофило соглашается взять Бельхику в заложники вместо сына и, уйдя от преследования, отпускает её. Педро Армандо тяжело переживает то, что человек, которого он всё жизнь ненавидел, его отец, и что Хулия ему сестра.
Теофило в окружении полиции требует позвать Педро Армандо с дочерями и открывает всем тайну, что он не родной отец Тересы и Хулии, а Педро Армандо его сын, но они с Хулией не брат и сестра.
Внезапно для всех появляется Мартирио. Оказалось, она жива, и адвокат Диего поддерживал с ней связь все эти годы. Он рассказал ей, что Теофило потерял всё наследство её дочерей, и она приехала их выручать.
Теофило арестовывают. Диего разговаривает со следователем и настаивает, что выдвигаемые против него обвинения не имеют доказательств. Теофило отпускают под залог, внесённый Мартирио.
Поскольку Мартирио оказалась жива и её завещание не вступило в законную силу, все сделки с её имуществом, осуществлённые Теофило, суд признал недействительными. Кармен выселяют из дома Ларрасабалей. Контрольный пакет акций лесопилки перешёл к Мартирио. У Бельхики остаётся только 30 % акций, купленных на полностью законных основаниях. Ещё 15 % успел продать Эдмундо загадочному бизнесмену из Италии по имени Алехандро Порисларес.
Изауру освобождают из тюрьмы. Она снова работает в доме Ларрасабалей. Выясняется, что Изаура ждёт от Теофило ребёнка. Теофило убеждает Полонио жениться на Изауре и признать ребёнка своим.
Кармен заявляет Бельхике, что ждёт от Висенте ребёнка, и требует вернуть деньги за дом. Бельхика делает вид, что соглашается, а сама даёт ей отравленного шампанского. Кармен умирает, а её смерть маскируют под самоубийство.
Хулия после ссоры с Бельхикой вместе с Висенте переселяется в дом Ларрасабалей. У Мартирио натянутые отношения с дочерями. Им тяжело понять, почему мать их оставила. Если доверие Тересы ей постепенно удаётся добиться, то Хулия относится к ней как к чужой, помимо этого постоянно ругается с сестрой.
Полиция находит тело Бланки. По результатам вскрытия они считают, что это было ограбление. Мартирио и Тереса со слов Элиды подозревают, что это дело рук Бельхики, но у них нет доказательств.
Чтобы не потерять Висенте, Хулия убеждает его обвенчаться с ним в церкви. Висенте, к которому так и не вернулась память, соглашается. В отчаянии Педро Армандо является на церемонию венчания с пистолетом. Он стреляет в Тересу и похищает Хулию. После того, как Тереса упала, к Висенте возвращается память.
Педро Армандо доставляет Хулию в лесной домик. Хулия понимает, что влюблена в Педро Армандо, но боится его и не хочет оставлять Висенте из-за своего упрямства. Они вместе идут на пляж, и там она сбегает. Педро Армандо зовёт её, но, не найдя, с досады ложится в домике. Там же его находит полиция и забирает в психиатрическую больницу.
Педро Армандо сбегает из больницы и является в дом Ларрасабалей. Держа нож в руках, он требует позвать Хулию, угрожая, что убьёт себя. В дом входит полиция. Мартирио стреляет ему в ногу. Педро Армандо забирают в больницу. Потом его возвращают домой. Дома он ругается с матерью и заявляет, что больше не будет выполнять её приказов. Бельхика решает его вернуть в психбольницу.
В Сан-Хосе приезжает новый акционер лесопилки Алехандро Порисларес. Он одновременно ухаживает за Бельхикой и Тересой, чем злит Висенте. Бельхика рассчитывает на серьёзные отношения с ним. Алехандро же продолжает с ней флиртовать, но понимает, что влюблён в Тересу. Тереса отвергает его, заявляя, что между ними, кроме дружбы, ничего не может быть, и снова сближается с Висенте.
Бельхика решает изменить план действия и убеждает Хулию дать Висенте развод, а также говорит сыну, что не будет мешать его отношениям с Тересой. Эдмундо под давлением отца даёт развод Тересе. Влюблённые, освободившись, объявляют о собственной помолвке.
Люди Бельхики похищают Вирхинию. Бельхика шантажирует Элиду, чтобы она выполняла её приказы, иначе Вирхинию убьют, и Элида соглашается. На девичнике по указанию Бельхики Элида и Хулия подсыпают Тересе снотворное и подстраивают всё так, что Тересу сфотографировали в объятьях судьи и Алехандро, одетую в спальной одежде. После этого Вирхинию отпускают.
Фотографии Тересы в объятьях мужчин попадают в газету и их видит весь город. Помимо этого, Висенте застаёт её в доме Алехандро. Из-за ревности он разрывает помолвку.
Алехандро говорит Бельхике, что любит Тересу, а с ней просто проводил время. Также из его телефонных разговоров выясняется, что он работает на некого «шефа», который хочет помочь Тересе и Хулии. По указанию шефа Алехандро принимает в свой дом Элиду и Вирхинию.
Элида рассказывает Тересе, что это Бельхика похитила Вирхинию и заставила её расстроить свадьбу. Висенте тоже об этом узнаёт, но Тереса не может простить то, что он ей не поверил.
Мартирио просит Барасанте помочь им уничтожить Бельхику, рассказав, что Полонио его с Бланкой сын.
Явившись домой к Алехандро, Бельхика стреляет в него, чтобы отомстить за то, что он её бросил. Думая, что с ним покончено, она просит Эдмундо продать её акции, а также обращается к адвокатам, чтобы её деньги перевели в швейцарские банки. Алехандро выжил, так как был одет в бронежилет, но Бельхика об этом не знала.
Тереса по указанию «шефа» заставляет Эдмундо жениться на женщине с четырьмя малыми детьми и взять на себя обязательства по заботе о её детях. В противном случае отправит его в тюрьму.
Теофило хочет избавиться от Мартирио, чтобы снова стать хозяином дома и лесопилки. За помощью он обращается к Бельхике. Та даёт ему таблетки, которые советует постепенно подсыпать жене в еду.
Алехандро приходит домой к Бельхике. Думая, что он мёртв, она пугается. Приходит Висенте. Алехандро рассказывает ему о покушении. Висенте спрашивает мать, действительно ли она способна убить человека, и Бельхика это подтверждает, а также рассказывает сыну об убийстве Бланки. Потом вдруг выясняется, что с её счетов исчезли все деньги.
Висенте помогает брату сбежать из психиатрической больницы. Педро Армандо вновь встречается с Хулией. Влюблённые решают быть вместе. Хулия просит прощения у сестры и признаётся в интригах против её любви с Висентею.
К тому же выясняется, что Хулия опять ждёт от него ребёнка. Врачи заявляют, что организм Хулии не приспособлен для вынашивания детей и беременность угрожает её жизни, но она решает, что будет рожать. К Педро Армандо приходит Алехандро и рассказывает про «шефа», а также, что деньги Бельхики переведены на его счёт.
Бельхика узнаёт о помолвке Педро Армандо с Хулией. Она снова отправляет сына в психбольницу. Теофило является туда. Бельхика разрешает ему поговорить с сыном и пригрозила, что если он будет действовать против неё, она расскажет о его намерении убить жену.
Самочувствие Мартирио ухудшается. По вкусу кофе она начинает подозревать, что муж ей что-то подсыпает. Обнаружив в кармане его куртки флакон таблеток без этикетки, она обращается в больницу за анализами и просит проверить таблетки на яд. Выясняется, что её действительно травили. Теофило же отрицает обвинение, пытаясь переложить вину на Изауру.
Хулия в поисках Педро Армандо отправляется к Бельхике. Там её связывает охранник Ромео. Держа её связанной, Бельхика является с ней в психбольницу, где лежал Педро Армандо, но его палата оказывается пустой. Она приказывает Ромео вывести Хулию и убить. Тут их застаёт Висенте. Хулия обо всём ему рассказывает. Висенте пытается добиться от неё ответа, правда ли это, но она промолчала.
Выясняется, что Педро Армандо бежал с помощью Эваристо и его брата, которые устроились работать санитарами в эту больницу.
Бельхика приходит домой к Теофило, домогаясь его. Тереса и Мартирио застают их вместе. Начинается большой скандал. Мартирио пытается избить Бельхику. Приходит Висенте и забирает мать с собой. Он понимает, что поведение матери с каждым разом становится всё более неадекватным и её нужно показать психиатрам.
После увиденной сцены Мартирио убеждается, что это Теофило подсыпал ей яд в пищу, и хочет обратиться в полицию, но Хулия его от этого отговаривает. Теофило, однако, сохраняет намерение избавиться от жены и просит знакомого задушить её. Однако ему этого не удаётся, она смогла отбиться. Исполнителя и заказчика неудавшегося убийства арестовывают.
  Висенте отправляет Бельхику в психбольницу, а сам уезжает из города. Алехандро обручается с Тересой. Хулия выходит замуж за Педро Армандо.

### Заключение
Висенте возвращается в Сан-Хосе. У Педро Армандо и Хулии родился сын. По просьбе Хулии Мартирио вносит залог за Теофило и его освобождают. Алехандро находит свою любовь, а Тереса выходит замуж за Висенте.
На свадьбу является «шеф». Им оказался Барасанте. Он признаётся присутствующим в преступлениях Бельхики и своём соучастии в них, а также рассказывает Полонио, что он его сын, и передаёт ему своё состояние.
Мартирио уезжает на Канары. Теофило остаётся совсем один.
Элида забирает Бельхику из психбольницы в инвалидной коляске и обращается с ней так же, как она обращалась с Элидой. Бельхика мечтает отомстить ей, когда освободится.

## Действующие лица
- Висенте Бальбуэна Мичелена (Карлос Монтилья) — старший сын Бельхики, молодой врач, влюблённый в Тересу.
- Тереса Ларрасабаль (Роксана Диас)  — старшая дочь и наследница Мартирио, влюблённая в Висенте.
- Теофило Ларрасабаль (Франклин Виргес) — муж Мартирио, отчим Тересы и Хулии, биологический отец Педро Армандо. За 20 лет до начала событий сериала был влюблён в Бельхику и работал простым рабочим на лесопилке, однако, женившись из-за денег на Мартирио, дочери хозяина лесопилки, бросил её, выгнав беременной её из города с семилетним сыном Висенте. Вырастил Тересу и Хулию. После смерти своего тестя и до вступления Тересы в права на наследство возглавлял лесопилку.
- Порсия Ларрасабаль (Гледис Ибарра) — младшая сестра Теофило.
- Бельхика Мичелена (Джули Рестифо) — мать Висенте и Педро Армандо. За 20 лет до начала событий сериала была невестой Теофило, но тот, женившись на Мартирио, бросил её, выгнав беременную из города со старшим сыном Висенте. На протяжении всего сериала пыталась за это отомстить семье Ларрасабаль.
- Бланка Муньос (Карлота Соса) — экономка в доме Ларрасабалей. Была биологической матерью Полонио, однако всю жизнь думала, что её ребёнок умер, так и не узнав о нём правды. Была убита Бельхикой из-за ревности.
- Хулия Ларрасабаль (Катрин Коррейя) — младшая дочь Мартирио. На протяжении большей части сериала была женой Висенте.
- Педро Армандо Мичелена (Уинстон Вальенилья) — младший сын Бельхики от Теофило. Помогал матери в её плане мести, работая управляющим лесопилки, однако, влюбившись в Хулию, пошёл с ней на конфликт. Страдал эпилепсией и нервными расстройствами.
- Мартирио Конде Ларрасабаль (Далила Коломбо) — жена Теофило, мать Тересы и Хулии.
- Ипполито — хозяин отеля.
- Модесто (Хуан Карлос Аларкон) — сын Ипполито. Работал в отеле. Влюблён в Миранду.
- Анна Маргирита — дочь Ипполито. Работала в отеле. Позже была отправлена отцом за границу.
- Миранда — подруга Тересы и Порсии. Влюблена в Модесто.
- Фернандо — сын Миранды.
- Тамара — дочь Миранды.
- Эдмундо Берветиа (Рикардо Бианки) — работал адвокатом на лесопилке, тайно служил Бельхике, помогая ей завладеть акциями этой компании. По указанию Теофило женился на Тересе.
- Диего Берветиа — адвокат Мартирио, отец Эдмундо.
- Элида (Накарид Эскалона) — изначально была секретаршей Бельхики и помогала ей в реализации плана мести. Из-за любви к Педро Армандо навлекла на себя гнев своей хозяйки, пережила со стороны Бельхики покушение и множество пыток, после чего стала действовать против неё.
- Вирхиния — сестра Элиды. Работала на Бельхику, но, сбежав вместе с сестрой, стала действовать против неё.
- Барасанте — адвокат Бельхики, помогал ей в реализации плана мести. Биологический отец Полонио, пытавшийся выяснить правду о сыне, что от него родила Бланка. Узнав о причастии Бельхики к убийству Бланки, стал тайно действовать против неё.
- Полонио (Альфонсо Медина) — слуга в доме Ларрасабалей. Позже стал работать на лесопилке. Женился на Изауре, признав себя отцом её ребёнка от Теофило.
- Изаура — племянница Теофило и Порсии. Была служанкой в доме Ларрасабалей. Будучи любовницей своего дяди, родила от него ребёнка. Вышла замуж за Полонио.
- Юмарис — служанка в доме Ларрасабалей.
- Ромео — охранник Бельхики.
- Мануэль — работник лесопилки. Стал служить Бельхике.
- Эваристо — работник лесопилки. До Педро Армандо был управляющим. Постоянно конфликтовал с ним, из-за чего был им уволен.
- Алехандро Порисларес — стал акционером лесопилки. Влюблён в Тересу. Был нанят Барасанте для ведения тайной борьбы с Бельхикой.
- Анна Каролина — секретарша на лесопилке. Любовница Эдмундо.
- Игнасия — служанка в горном доме Мартирио.
- Эрмес — возлюбленный Порсии.
- Стефания — маленькая дочь Эрмеса.
- Кармен — цыганка, известная фотомодель, сестра Эрмеса. Влюблена в Висенте.
- Джузеппе Лотоса — начальник полиции.
- Лиля — медсестра. Работала вместе с Висенте.

## Детали
- Саундтреком к сериалу стала песня "Como un Hechizo" в исполнении Карлоса Монтильи.
- Бельхика Мичелена стала прототипом персонажа Татум О’Нил в американском сериале "Нечестные жестокие игры" (2006 год).
- Оригинальное название сериала совпадает с названием песни, написанной Альертом Бельтраном в 60-х годах.

## Внешние ссылки
- Aunque me Cueste la Vida в Internet Movie Database
- Opening Credits